# Parada z okazji Dnia Zwycięstwa w Moskwie (2020)

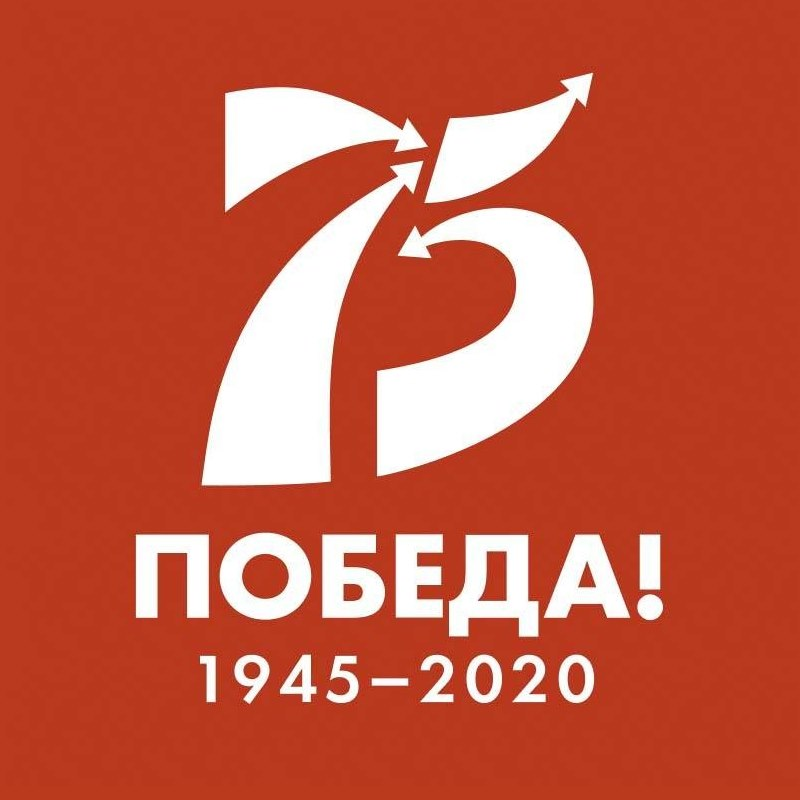
Oficjalny emblemat 75-lecia zwycięstwa w Wielkiej Wojnie Ojczyźnianej

24 czerwca 2020 na Placu Czerwonym w Moskwie miała miejsce uroczysta parada wojskowa upamiętniająca 75. rocznicę zwycięstwa nad III Rzeszą i zakończenia II wojny światowej w Europie.
Obchody zostały przeniesione z pierwotnej daty (9 maja), z uwagi na pandemię COVID-19 w Rosji.

## Goście i reprezentanci z zagranicy
- Prezydent Abchazji Asłan Bżanija[4]
- Prezydent Kazachstanu Kasym-Żomart Tokajew[5]
- Prezydent Kirgistanu Sooronbaj Dżeenbekow[6]
- Prezydent Mołdawii Igor Dodon[7][8]
- Prezydent Serbii Aleksandar Vučić[9]
- Prezydent Białorusi Aleksander Łukaszenko[10]
- Członek Prezydium Bośni i Hercegowiny Milorad Dodik[11]
- Prezydent Osetii Południowej Anatolij Bibiłow[12]
- Prezydent Tadżykistanu Emomali Rahmon[13]
- Prezydent Uzbekistanu Shavkat Mirziyoyev
- Minister spraw zagranicznych Węgier Péter Szijjártó[14]
- Minister spraw zagranicznych Wenezueli Jorge Arreaza[15]
- Minister obrony Armenii Dawid Tonojan
- Minister obrony Azerbejdżanu gen. Zakir Həsənov[16]
- Minister obrony narodowej Chińskiej Republiki Ludowej gen. Wei Fenghe[17][18]
- Minister obrony Indii Rajnath Singh[19]
- Minister obrony Indonezji gen. Prabowo Subianto[20]
- Minister obrony Turkmenistanu gen. Begenç Gündogdyýew[21]
- Minister obrony Białorusi gen. Wiktar Chrenin
- Szef Sztabu Sił Zbrojnych Algierii gen. Saïd Chengriha[22]
- Głównodowodzący Sił Zbrojnych Mjanmy gen. Min Aung Hlaing[23]
- Ambasador Czech w Rosji Vítězslav Pivoňka
- Ambasador Egiptu w Rosji Ihab Nasr
- Ambasador Francji w Rosji Pierre Levy[24]
- Ambasador Niemiec w Rosji Géza Andreas von Geyr[25]
- Ambasador Stanów Zjednoczonych w Rosji John J. Sullivan[26]
- Sekretarz generalny Wspólnoty Niepodległych Państw Siergiej Lebiediew
- Sekretarz generalny Organizacji Układu o Bezpieczeństwie Zbiorowym Stanisław Zaś